# Joseph Bulova
Joseph Bulova(7 de septiembre de 1851 - 18 de noviembre de 1935) fue un relojero naturalizado estadounidense de origen checo, fundador de la empresa relojera Bulova.

## Semblanza
Jozef Bullowa nació en 1851 en la localidad de Louny (en la actual República Checa), hijo de Anton y de Barbara Bullowa.
Emigró desde su Bohemia natal a los Estados Unidos, y en 1875 abrió una pequeña joyería artesanal en Nueva York, ubicada en Maiden Lane. Su idea era producir relojes bellos y de calidad, pero sin dejar de ser asequibles para la mayor cantidad de personas posible.
En marzo de 1883 se casó con Bertha Eissner (1862-1943), con quien formaría una familia muy numerosa. Casi tres décadas después, en 1910, asumió la presidencia de la empresa J. Bulova Co., con su hijo Ardé (1887-1958) como vicepresidente y tesorero.
Su reputación de excelencia y creatividad hizo que la empresa prosperara, por lo que tuvo que ampliar el negocio para satisfacer la creciente demanda de sus relojes. Para obtener precios más competitivos, fundó una fábrica en Biena (Suiza), destinada a la producción de componentes de relojería y al diseño de las máquinas herramienta de precisión utilizadas en sus talleres.
En 1919, fue el primero en lanzar una línea de brazaletes intercambiables para sus relojes. Gracias a la intercambiabilidad de las piezas de sus relojes, se pudo facilitar enormemente la tarea de repararlos.
Al convertirse en la Bulova Watch Co en 1923, la empresa comenzó a anunciarse masivamente en los diarios y en los programas de radio.
En 1930, Joseph Bulova estaba al frente de una empresa que empleaba a 2.600 trabajadores en todo el mundo, y que siempre estaba a la vanguardia de la innovación, introduciendo sistemáticamente en sus relojes características como la resistencia a los golpes, la impermeabilidad o muelles de gran resistencia.
Murió en 1935 en la ciudad de Nueva York, a la edad de 84 años. Su hijo Ardé Bulova y luego su nieto Harry Bulova Henschel asumieron el cargo con el mismo espíritu que el fundador de la compañía.